# Bushwhackers

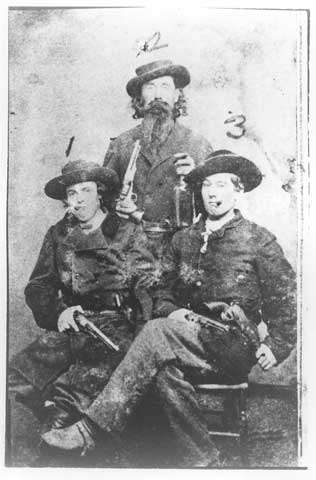
Bushwhackers rond 1864

Bushwhackers waren zuidelijke milities die tijdens de Amerikaanse Burgeroorlog als guerrilla's actief waren. Ze kwamen vooral voor in gebieden waar de burgerbevolking scherp verdeeld was tussen beide strijdende partijen, waardoor het soms voorkwam dat buren elkaar bevochten. Van de Bushwhackers was de bende van William Quantrill het het meest effectief en het meest bekend. Gebruik van de term tijdens de Amerikaanse Burgeroorlog was wijdverspreid, maar hij wordt tegenwoordig vooral geassocieerd met de guerrilla's die in en rond Missouri actief waren. Berucht daarbij is het bloedbad in Lawrence, op 21 augustus 1863.

## Voorbeelden van bendes
De bende van Quantrill was begonnen met een tiental leden; dit was uitgegroeid tot 400 man toen de bende in Texas werd opgedeeld in kleinere eenheden. Zijn luitenant William T. Anderson vormde een eigen bende. De broers James en de broers Younger vormden een vaste kern in de James-Youngerbende. 